# Parc Nacional de Hardangervidda
El Parc Nacional de Hardangervidda (en noruec: Hardangervidda nasjonalpark) és un parc nacional de Noruega, que amb 3.422 km² és el més gran del país. S'estén des de Numedal i Uvdal a l'est i Røvelseggi i Ullensvang a l'oest creuant l'altiplà muntanyós de Hardangervidda. Protegit com a parc nacional l'any 1981, és actualment un popular destí turístic per a la pràctica d'activitats com el senderisme, l'escalada, la pesca i l'esquí de fons. L'Associació Noruega de Trekking (DNT) manté una àmplia xarxa de cabanes i senders per tot Hardangervidda. La línia de ferrocarril de Bergensbanen i la carretera principal 7 creuen l'altiplà.
En aquesta zona s'hi han trobat diversos assentaments nòmades de l'edat de pedra. El més probable és que estiguin relacionats amb la migració dels rens. Antics senders creuen l'altiplà, unint l'oest de Noruega amb l'est. Un exemple d'aquests senders és el Nordmannsslepa, que uneix Eidfjord i Veggli passant per la vall de Numedal amb Hol i Uvdal. Té el grup més meridional d'animals i plantes àrtiques. Els seus ramats de rens salvatges es troben entre les més grans del món.
El nom de Hardangervidda està compost pel nom de la regió de Hardanger i la forma finita de vidde, «plana àmplia, extens altiplà muntanyós».

## Geografia i ecologia

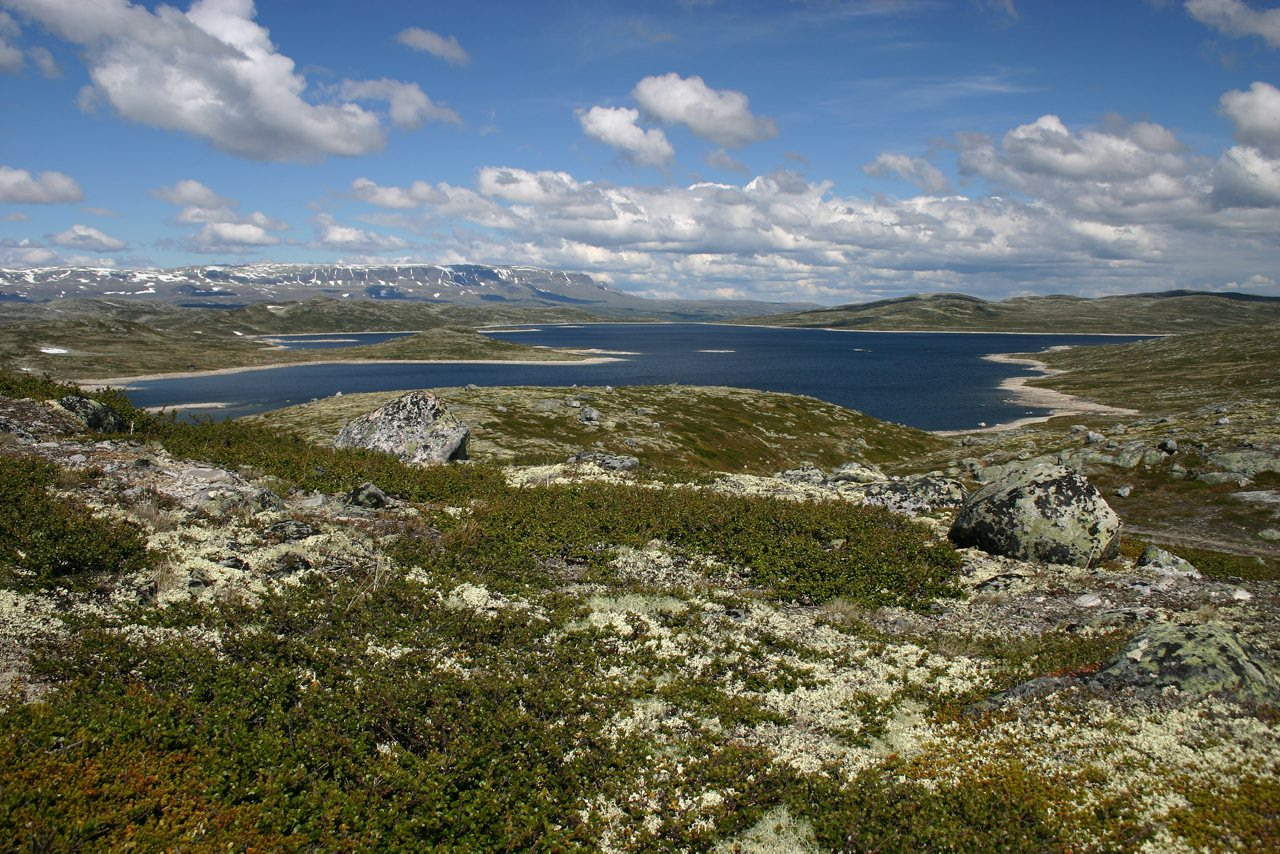
Paisatge típic del Hardangervidda.

L'altiplà forma el peneplà (plana erosionada) més gran d'Europa. La seva superfície és d'uns 6.500 km², dels quals 3.422 estan protegits pel parc nacional. L'elevació mitjana del parc és de 1.100 msnm. El punt més alt del parc es troba a la part superior de la glacera Hardangerjøkulen, que arriba una altura de 1.863 m.

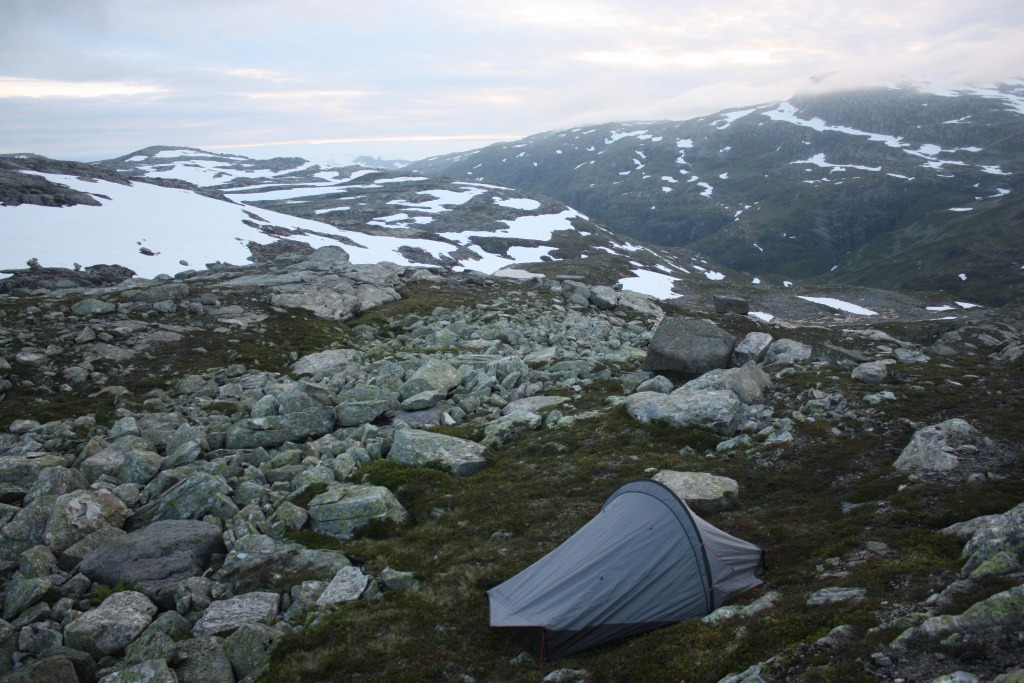
Tenda de campanya plantada a la zona meridional del parc.

El paisatge de Hardangervidda es caracteritza per erms estèrils, sense arbres, complementat per nombroses llacunes, llacs, rius i rierols. Hi ha diferències significatives entre la zona oest, que està dominada per terrenys rocosos i extensions de roca nua, i la zona est, que és molt més plana i amb una vegetació més densa. El clima també varia entre les dues parts: és considerablement més humida la banda oest que l'est, amb més de 1.000 mm anuals registrats en algunes parts. La muntanya més alta del parc és Hårteigen, que amb 1.690 m és visible a gran part de l'altiplà.
Gran part de la geologia de Hardangervidda és molt antiga. Els turons ondulants de l'altiplà són les restes de muntanyes erosiones per l'acció de les glaceres durant l'edat de gel. El llit de roca és principalment d'origen precambrià i cambri-silurià.

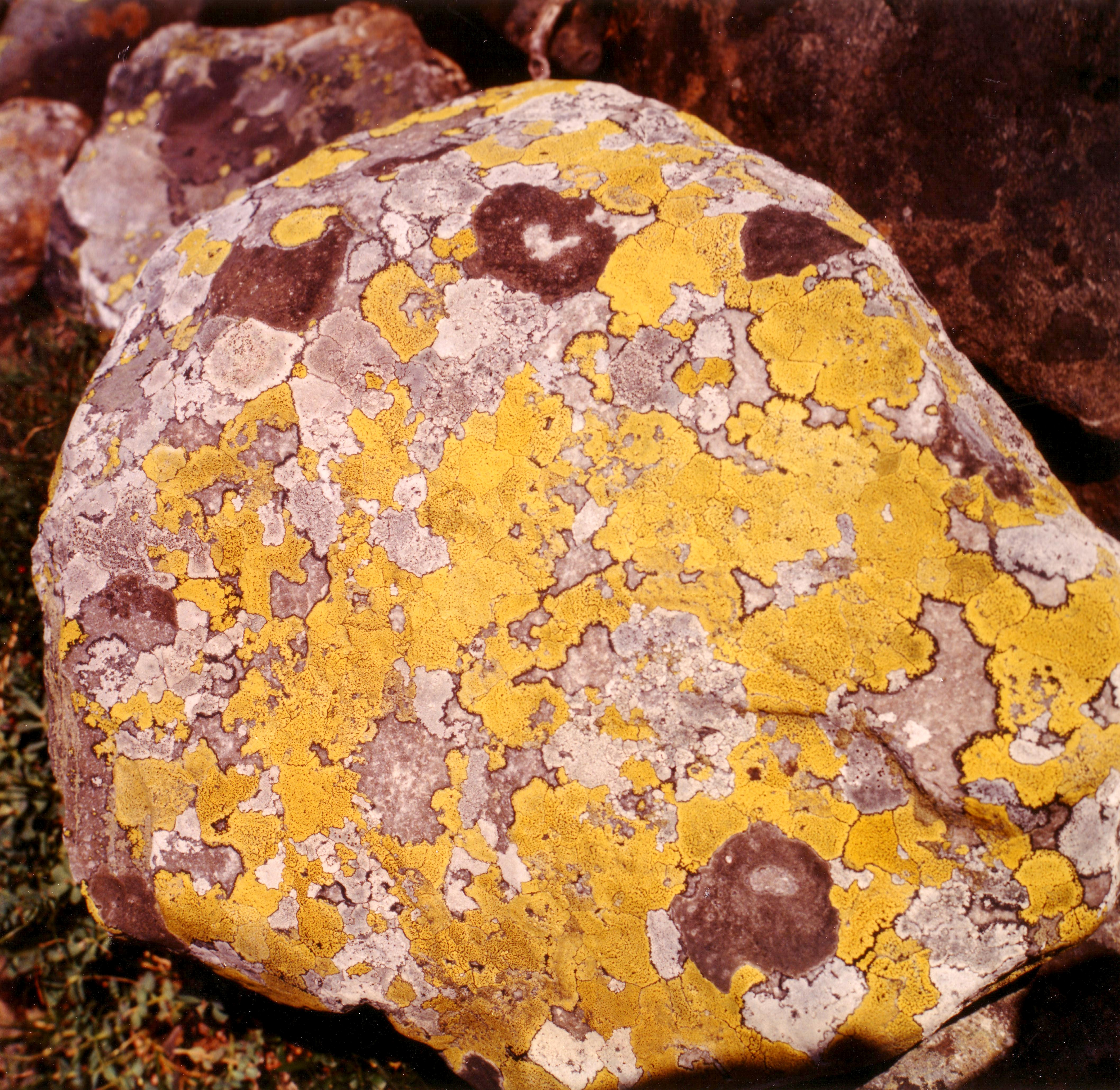
Liquen en una roca del Hardangervidda.

## Flora i fauna

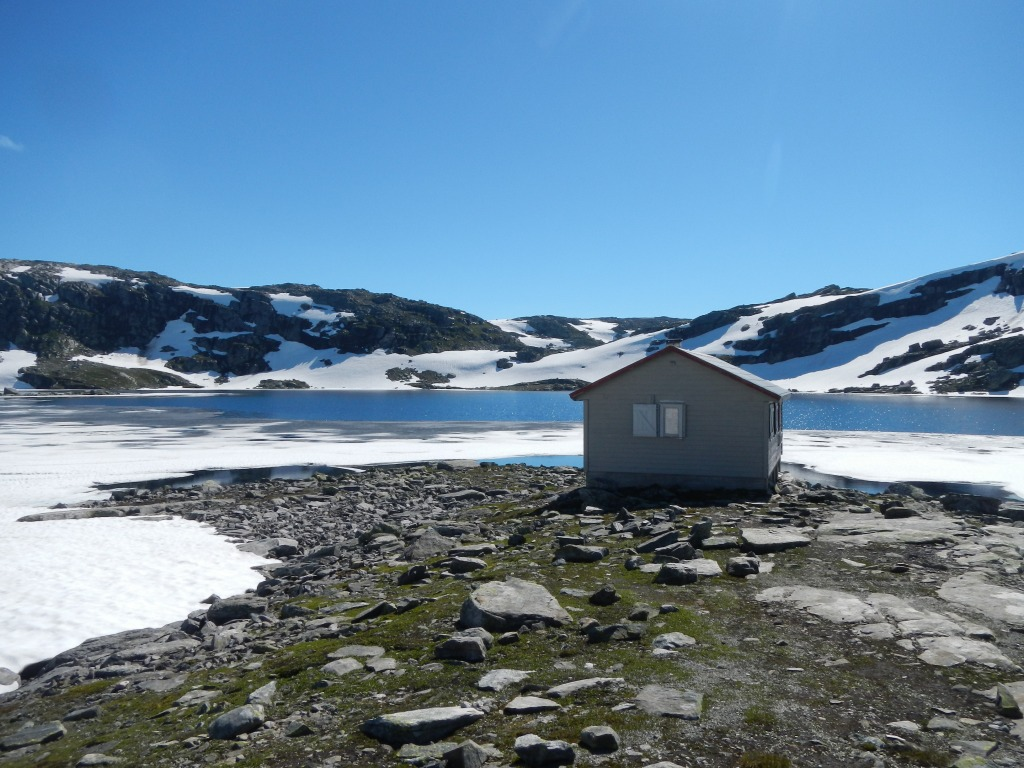
Kvanntjørnsbu

El conjunt del parc està per sobre de la línia d'arbres. El seu clima alpí permet la presència de moltes espècies d'animals i plantes àrtiques més al sud que en qualsevol altre lloc d'Europa. Els seus ramats de rens salvatges es troben entre els més grans del món, amb uns 15.000 exemplars el 1996 i al voltant de 8.000 el 2008. Aquests animals migren a través de l'altiplà durant l'any, passant de les seves terres de pasturatge d'hivern al costat est del Hardangervidda, on mengen líquens i tenen les cries.
El clima variable de l'altiplà té un marcat efecte sobre la flora, que és més rica al costat oest més humit que a l'est més sec; gran part de l'altiplà està coberta per pastures de molses (especialment de tipus esfagne) i líquens.
En l'òptim climàtic de l'Holocè (l'edat de pedra), uns 9000-5000 anys enrere, el clima era més càlid, i gran part de Hardangervidda era coberta d'extensos boscos de pi. De fet, encara es conserven troncs de pi d'aquella època en una altitud molt més baixa, per sota de la línia arbòria actual. Alguns experts però, creuen que amb l'avanç previst del canvi climàtic podria tornar a haver-hi arbres, això suposant que es complissin les previsions.